# Exocentrus lusitanus
Exocentrus lusitanus es una especie de escarabajo longicornio del género Exocentrus, subfamilia Lamiinae. Fue descrita científicamente por Linné en 1767.
Se distribuye por Albania, Alemania, Austria, Bielorrusia, Bosnia y Herzegovina, Bulgaria, Croacia, Dinamarca, España, Estonia, Finlandia, Francia, Grecia, Hungría, Italia, Kazajistán, Letonia, Lituania, Moldavia, Noruega, Polonia, Rumania, Rusia, Eslovaquia, Eslovenia, Suecia, Suiza, Chequia, Ucrania y Yugoslavia. Mide 3-6 milímetros de longitud. El período de vuelo ocurre en los meses de mayo, junio, julio, agosto y septiembre.

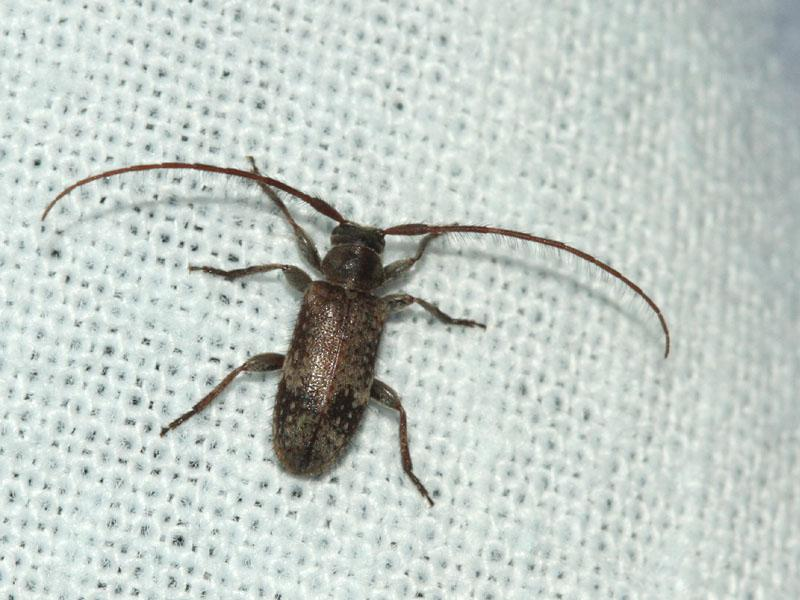
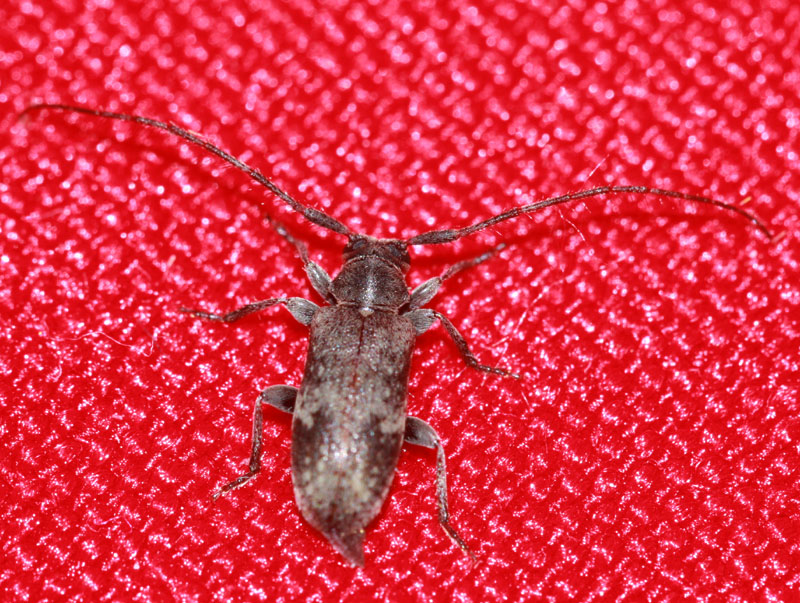
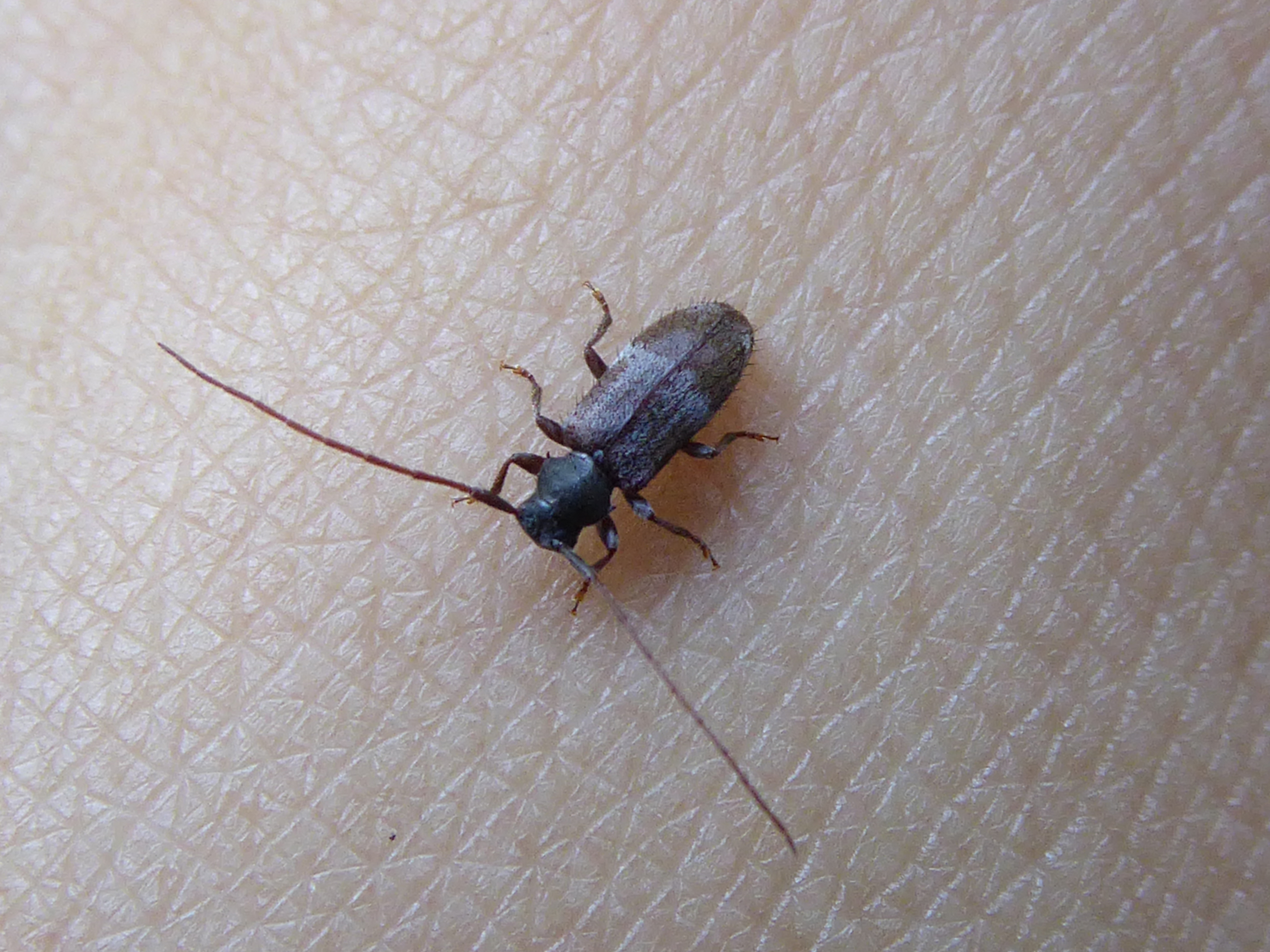
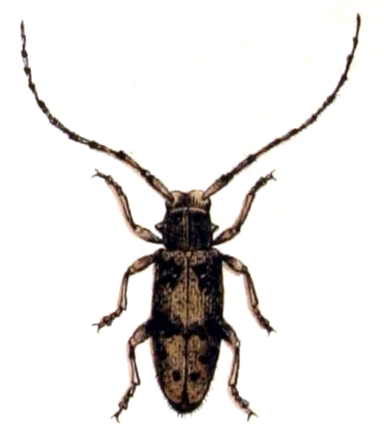